# Alick Buchanan-Smith, Baron Balerno
Alick Drummond Buchanan-Smith, Baron Balerno CBE JP DL (* 9. Oktober 1898; † 28. Juli 1984) war ein britischer Offizier der Territorialarmee der British Army, der 1963 als Life Peer Mitglied des House of Lords wurde.

## Leben
Buchanan-Smith war ein Sohn des anglikanischen Geistlichen Sir George Adam Smith, der unter anderem Prinzipal der University of Aberdeen war, und leistete zunächst während des Ersten Weltkrieges seinen Militärdienst zwischen 1916 und 1918 bei den The Gordon Highlanders. Im Anschluss verblieb er im Militärdienst und war nach 1936 nacheinander Commanding Officer des 5., 7. und 9. Bataillon der Gordon Highlanders, ehe er während des Zweiten Weltkrieges zwischen 1942 und 1945 als Brigadegeneral im Kriegsministerium (War Office) als Direktor für Personalauswahl zuständig war. Nach Kriegsende war er zwischen 1945 und 1953 Commanding Officer des Offiziersausbildungskorps des Truppenkontingentes der Territorialarmee der British Army an der University of Edinburgh und danach in den Ruhestand.
Buchanan-Smith, der zeitweilig auch Friedensrichter (Justice of the Peace) sowie Deputy Lieutenant von Midlothian war, wurde 1958 Honorary Colonel des 5./6. Bataillons sowie 1961 auch des 3. Bataillons der Gordon Highlanders. Ferner war er von 1960 bis 1963 stellvertretender Vorsitzender der Unionist Party von Schottland und wurde auch Kommandeur des Order of the British Empire. Seit 1928 war er Mitglied (Fellow) der Royal Society of Edinburgh.
Zuletzt wurde Buchanan-Smith am 9. Juli 1963 als Baron Balerno, of Currie in the County of Midlothian, zum Life Peer im Sinne des Life Peerages Act 1958 erhoben und war somit bis zu seinem Tod Mitglied des House of Lords. Sein Sohn Alick Buchanan-Smith war ein Politiker der Conservative Party, der von 1964 bis zu dessen Tod 1991 Abgeordneter des House of Commons war sowie mehrere Juniorminister-Ämter bekleidete.